# Andrei Iwanowitsch Lawrow
Andrei Iwanowitsch Lawrow (russisch Андрей Иванович Лавров, wissenschaftliche Transliteration Andrej Ivanovič Lavrov; * 26. März 1962 in Krasnodar, UdSSR) ist ein ehemaliger russischer Handballtorwart.
Der 1,98 m große Lawrow hat für die sowjetische Männer-Handballnationalmannschaft, später die GUS und am Ende für die russische Männer-Handballnationalmannschaft 320 Länderspiele bestritten und galt – nach Titeln gerechnet – als erfolgreichster Handballspieler der Welt.

## Karriere
Lawrow begann seine Karriere bei SKIF Krasnodar, mit dem er 1990 den IHF-Pokal, 1991 und 1992 die sowjetische Meisterschaft und 1992 den sowjetischen Pokal gewann. Im Jahr 1992 wechselte er zum deutschen Zweitligisten TuS 04 Kaiserslautern-Dansenberg. Über die französischen Vereine US Ivry HB und Livry-Gargan handball kam er 1996 zum TV Niederwürzbach. Nach dem Rückzug der Mannschaft aus der Bundesliga wechselte er 1999 zu Badel Zagreb. Dort wurde er 2000 und 2001 kroatischer Meister. Als der Verein ebenfalls in finanzielle Schwierigkeiten geriet, wechselte er zurück zu Krasnodar und 2001 zum TuS Nettelstedt. 2003 hatte er nach der vergangenen Saison Bundesliga-Absteiger TuS Nettelstedt-Lübbecke verlassen und sich seitdem keinem neuen Klub angeschlossen. Am 5. März 2004 ging er zur abstiegsbedrohten SG Kronau-Östringen, die er nach deren Abstieg in die 2. Bundesliga zum Saisonende wieder verließ. Von 2004 bis 2005 war er bei der MT Melsungen unter Vertrag. Mit 132 abgewehrten Siebenmeterwürfen in 131 Bundesligaspielen ist er der einzige Torhüter der Ligageschichte, der bei über einhundert absolvierten Spielen mehr als einen Strafwurf pro Partie parieren konnte.

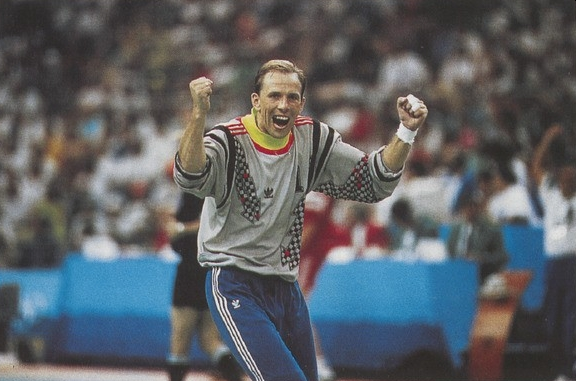
Andrei Lawrow bei den Olympischen Spielen in 1992.

Lawrow ist der einzige Athlet, der drei olympische Goldmedaillen für drei verschiedene Nationalmannschaften gewann: 1988 für die Sowjetunion, 1992 für die GUS und 2000 für Russland. Im Alter von 42 Jahren gewann er in Athen 2004 seine vierte olympische Medaille, als die russische Handballnationalmannschaft den dritten Platz belegte.
Andrei Lawrow war viele Jahre der Kapitän der russischen Nationalmannschaft und trug die russische Flagge bei der Eröffnungsfeier der Olympischen Spiele 2000 in Sydney ins Stadion. Zwei Weltmeistertitel, 1993 und 1997 sowie ein Europameistertitel 1996 runden seine Erfolgsbilanz ab.
2001 wurde er in Russland zum Handballspieler des Jahrhunderts gewählt. Bei der im Jahr 2000 von der IHF veranstalteten Wahl zum Welthandballer des Jahrhunderts wurde er mit 17 % Dritter hinter Magnus Wislander (20,4 %) und Talant Dujshebaev (18,7 %). Im Jahr 2000 wurde er als bester Torhüter in die Jahrhundertmannschaft von US Ivry HB gewählt.
2005 kehrte er nach Russland zurück. Lawrow ist heute im russischen Sportministerium tätig, wo er gemeinsam mit seinem früheren Weggefährten Alexander Tutschkin versucht, den Handballsport in Russland populärer zu machen.

## Erfolge
- 1988: Goldmedaille bei den Olympischen Spielen in Seoul
- 1992: Goldmedaille bei den Olympischen Spielen in Barcelona
- 2000: Goldmedaille bei den Olympischen Spielen in Sydney
- 2004: Bronzemedaille bei den Olympischen Spielen in Athen
- 1990: Vizeweltmeister in der Tschechoslowakei
- 1993: Weltmeister in Schweden
- 1997: Weltmeister in Japan
- 1999: Vizeweltmeister in Ägypten
- 1994: Vizeeuropameister
- 1996: Europameister
- 2000: Vizeeuropameister
- 1990: IHF-Pokal
- 1991 und 1992: Sowjetischer Meister
- 1992: Sowjetischer Pokalsieger
- 2000: und 2001 Kroatischer Meister
- 2000: Kroatischer Pokalsieger